# Wally Brown
Wallace Edgar Brown, detto Wally (Malden, 9 ottobre 1904 – Los Angeles, 13 novembre 1961), è stato un attore statunitense.
Lo si ricorda essenzialmente per i ruoli comici insieme ad Alan Carney.

## Filmografia parziale

### Cinema
- Viaggio per la libertà (Gangway for Tomorrow), regia di John H. Auer (1943)
- Hotel Mocambo (Step Lively), regia di Tim Whelan (1944)
- Notorious - L'amante perduta (Notorious), regia di Alfred Hitchcock (1946)
- Tutte le spose son belle (From This Day Forward), regia di John Berry (1946)
- Abbandonata in viaggio di nozze (Family Honeymoon), regia di Claude Binyon (1949)
- L'affascinante bugiardo (As Young as You Feel), regia di Harmon Jones (1951)
- Prigionieri del cielo (The High and the Mighty), regia di William A. Wellman (1954)
- Alla frontiera dei Dakotas (The Wild Dakotas), regia di Sam Newfield (1956)
- Furia selvaggia - Billy Kid (The Left Handed Gun), regia di Arthur Penn (1958)
- L'oro della California (Westbound), regia di Budd Boetticher (1959)
- Vacanze per amanti (Holiday for Lovers), regia di Henry Levin (1959)
- Un professore fra le nuvole (The Absent-Minded Professor), regia di Robert Stevenson (1961)

### Televisione
- Climax! – serie TV, episodio 1x20 (1955)
- Il tenente Ballinger (M Squad) – serie TV, episodio 1x03 (1957)
- Cimarron City – serie TV, 6 episodi (1958-1959)
- Tales of Wells Fargo – serie TV, episodio 3x18 (1959)
- Maverick – serie TV, episodio 3x11 (1959)
- Johnny Staccato – serie TV, episodi 1x12-1x20 (1959-1960)
- Peter Gunn – serie TV, episodio 2x27 (1960)
- General Electric Theater – serie TV, episodi 9x11-9x30 (1960-1961)
- Ricercato vivo o morto (Wanted: Dead or Alive) – serie TV, episodio 3x15 (1961)
- Carovana (Stagecoach West) – serie TV, episodi 1x13-1x36 (1961)
- The Best of the Post – serie TV, episodio 1x15 (1961)